# Dobrogea Veche, Sîngerei
Dobrogea Veche este satul de reședință al comunei cu același nume  din raionul Sîngerei, Republica Moldova.
1. ↑   http://new.earthtools.org/height/47.8336111111/27.9366666667 Lipsește sau este vid: |title= (ajutor)